# 關東原組
二代目關東原組（関東原組）位於茨城縣鹿嶋市本部的設置，日本的黑社會指定暴力團之一 六代目山口組旗下的3次團體。隸屬上部團體為 二代目倉本組。成員數約80人。

## 歷代組長
- 初代目・原 重夫
- 二代目・原 克則

## 最高幹部
- 總裁・原 重夫（第二代倉本組副組長）
- 組長・原 克則
- 組長代行・飯島一成
- 若頭・嶋 貴昭
- 舍弟頭・木村達也
- 本部長・本澤龍也